# Gemma Lavender
Gemma Lavender (13 de septiembre de 1986) es una astrónoma, escritora y periodista británica. Actualmente trabaja como editora de All About Space, una revista científica mensual, de la editorial británica Imagine Publishing, basada en Bournemouth, Reino Unido.

## Vida personal
Lavender nació en Chatham, Kent, y se mudó a Pembrokeshire, Gales, a una edad temprana. Asistió al Ysgol Dyffryn Taf en Whitland y continuó su educación en la Universidad de Cardiff, graduándose en Astrofísica. Lavender ha estado vinculada a la revista Astronomy Now, el Institute of Physics y la NASA como escritora. Fue elegida como socia de la Real Sociedad Astronómica en 2011.